# Istiqlal

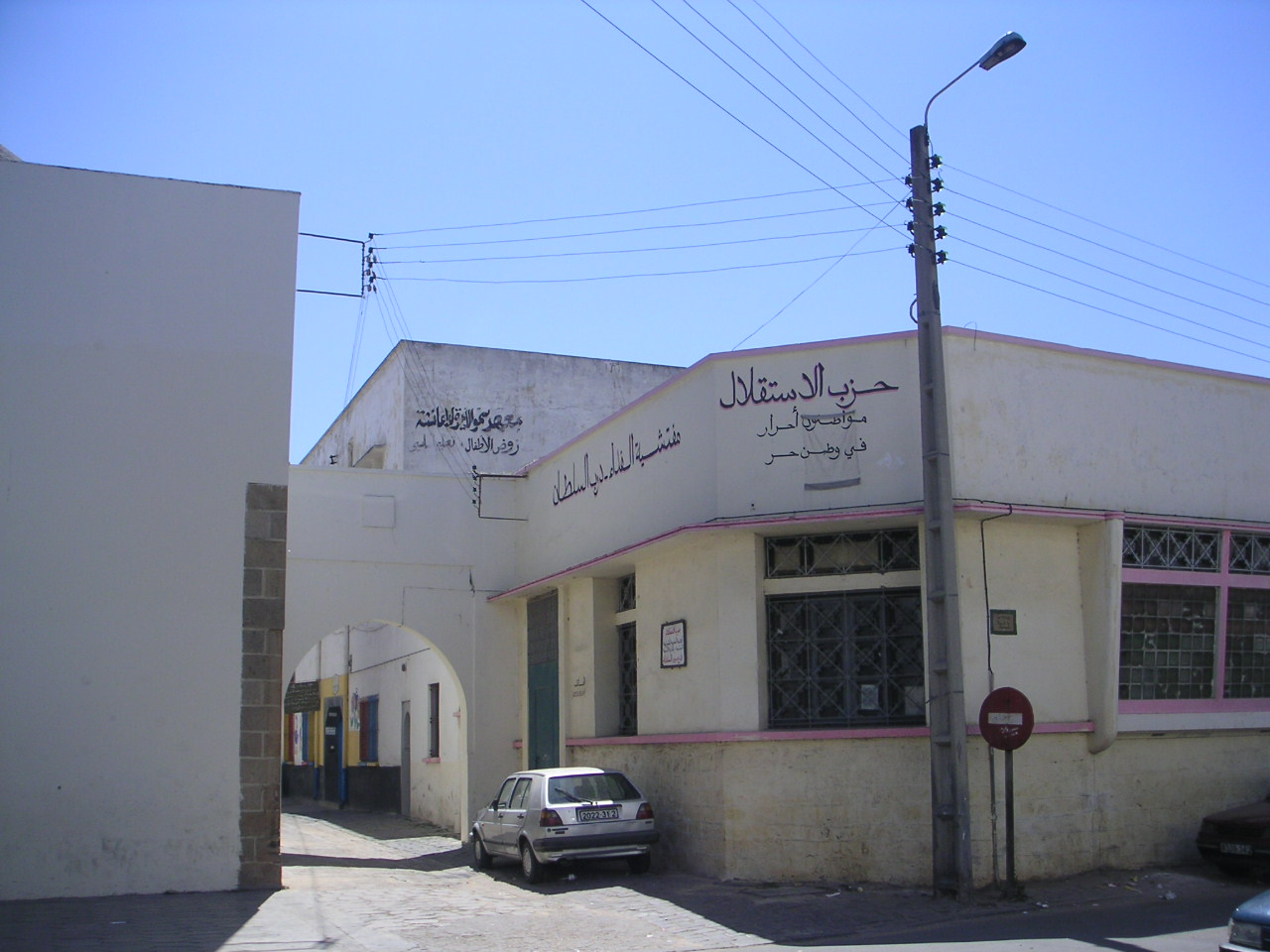
Seu del partit Istiqlal a Casablanca.

El Partit de l'Istiqlal (PI; àrab: حزب الإستقلال, Ḥizb al-Istiqlāl, ‘Partit de la Independència’; francès: Parti de l'indépendance) és un dels partits polítics marroquins que ha tingut un paper preponderant al paisatge polític marroquí, fundat el 10 de desembre de 1943. És membre de la Internacional demòcrata centrista. És promonàrquic,. conservador i nacionalista defensor del gran Marroc

Monàrquic nacionalista defensor de l'Islam marroquí i del «Gran Marroc», lluità als anys 1950 per a la tornada del sultà Mohammed Ben Youssef exiliat per les autoritats franceses del Protectorat. Alguns dels seus militants foren empresonats o obligats a l'exili. A partir del 1956 va ser el principal suport del règim sorgit de la independència. La seva principal figura fou Allal al-Fassi.
El partit fou creat l'11 de gener de 1944 seguint a la presentació d'un manifest per a la independència. Va formar el primer govern després de la independència (presidit per un independent, i des de 1958 per Ahmed Balafrej i després Abd Allah Ibrahim, membres del partit). Va patir una escissió el 1960 i se'n va separar l'ala esquerra dirigida per Mehdi Ben Barka que va formar la Unió Nacional de Forces Populars (UNFP). Va perdre el poder (de 1960 a 1963 va estar al govern però no el va presidir) el 1963 i va formar un Front Nacional amb la UNFP. A les eleccions del 1997 va aconseguir 32 escons, el 2002 va obtenir 60 diputats i el 2007 en va obtenir 52. Actualment els seus militants s'estimen en 250.000. El primer ministre des del 19 de setembre del 2007, Abbas El Fassi, és d'aquest partit, i entre els 34 ministeris i secretaries d'Estat, el Partit de l'Istiqlal n'és majoritàriament al capdavant de 9 carteres.
Entre 2003 i 2011, el Partit Istiqlal va tenir una certa importància política al Marroc i, generalment, es va veure representat en els diferents governs que es van succeir. Un exemple d'això van ser les eleccions de 2007, en les quals va guanyar amb un lleuger avantatge.
No obstant això, amb l'esclat dels conflictes de la Primavera Àrab, aquesta tendència nacionalista va canviar i va començar una tendència islamista. L'octubre de 2017, el Partit Istiqlal va dur a terme unes eleccions internes per escollir el nou secretari general del partit. D'aquestes eleccions va sorgir Nizar Baraka, nét d'Allal el Fassi, com a primer ministre del partit.